# Simon Abendanon
Simon Abendanon Szn (Paramaribo, 27 juli 1816 – aldaar, 4 mei 1870) was een Surinaamse bankier van Portugees-Joodse afkomst. 

## Loopbaan
Abendon was gerechtsdeurwaarder/exploiteur te Paramaribo. Met de afschaffing van de slavernij in Suriname op 1 juli 1863 ontstond er een monetaire chaos in Suriname. In mei 1862 vertrok hij met zijn echtgenote en vier kinderen naar Nederland om daar steun te verwerven voor zijn plan tot oprichting van een Surinaamse bank. Hij had de reis vermoedelijk al ruim van te voren gepland, want in mei 1861 werd in de krant een advertentie geplaatst waarin zijn vertrek uit de kolonie werd aangekondigd. In juli 1862 arriveerde het gezin in Rotterdam. Bij Koninklijk besluit van 24 juni 1864, nr. 63, werd Abendanon op zijn verzoek eervol ontslagen als exploiteur bij het Gerechtshof in Suriname.
In 1865 werd De Surinaamsche Bank N.V. opgericht. Abendanon werd benoemd tot secretaris-directeur. In Amsterdam werd Nicolaas Pierson tot hoofddirecteur benoemd. Abendanon en Pierson maakten samen een reis naar Engeland om het bankwezen te bestuderen en om informatie in te winnen over Chinese arbeidskrachten: door de afschaffing van de slavernij was er immers een tekort aan arbeidskrachten ontstaan.
Abendanon woonde aan de Gravenstraat in Paramaribo. Hij overleed in mei 1870. Het huis werd in februari 1871 op een veiling verkocht.

## Persoonlijk
Simon Abendanon was getrouwd met Judith (onbekende familienaam). Hun zoon Jacques Henry Abendanon werd minister van Onderwijs, Religie en Industrie in Nederlands-Indië van 1900 tot 1905.